# Karl Ludwig von Phull

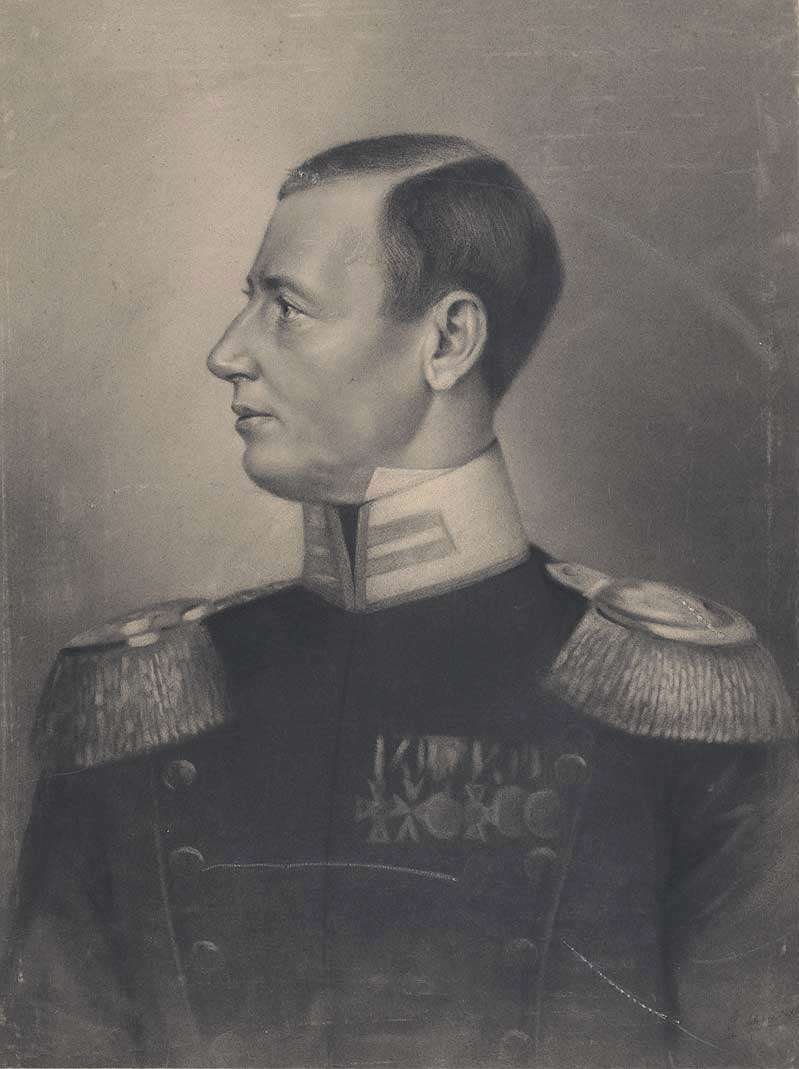
Karl Ludwig von Phull

Karl Ludwig August Friedrich von Phull (Pfuel) (* 6. November 1757 in Ludwigsburg; † 25. April 1826 in Stuttgart) war Generalstabschef Friedrich Wilhelms III. in der Schlacht von Auerstedt 1806 und stand anschließend in russischen Diensten, zuletzt als Generalleutnant. Bekannt ist er vor allem wegen seiner umstrittenen Bedeutung für die erfolgreiche Rückzugsstrategie der Russen im Abwehrkampf 1812 gegen Napoleon.

## Leben

### Herkunft
Karl Ludwig von Phull gehört zur württembergischen Linie (2. Ast, 1. Zweig, 1. Haus) des alten märkischen Adelsgeschlechts von Pfuel (auch Pfuhl oder Phull). Er war Sohn des württembergischen Generalleutnants und schwäbischen Kreiskommandanten Carl (auch Karl) Ludwig Wilhelm August von Phull (1723–1793) und dessen Ehefrau Auguste Wilhelmine, geborene von Keßlau (* 1734; † 29. September 1768 in Stuttgart).

### Militärkarriere
Phull stand ab 13. Februar 1774 zunächst als Leutnant bei der Leibgarde zu Fuß in württembergischen Diensten. Nach vier Jahren nahm er seinen Abschied, trat in preußische Dienste über und wurde am 1. April 1778 als Sekondeleutnant im Freiregiment Graf Hordt angestellt. Nach dem Bayerischen Erbfolgekrieg kam Phull 1779 als Kapitän nach Potsdam zu Friedrich II. und trat 1781 in dessen Generalstab ein. 1793 nahm er am Rheinfeldzug teil und wurde für das Gefecht auf dem Karlsberg am 18. April 1793 mit dem Orden Pour le Mérite ausgezeichnet. 1796 wurde er zum Oberstleutnant befördert, 1798 zum Oberst und 1805 zum Generalmajor. 1803 fungierte er als Direktor der Militärischen Gesellschaft in Berlin. Seit 1804 Departementschef im Generalstab, nahm er als Generalstabschef Friedrich Wilhelms III. an der Schlacht von Auerstedt teil. Im Anschluss an die katastrophale Niederlage wurde er vom König mit einer Sendung an den russischen Zaren Alexander beauftragt.
Phull blieb am Zarenhof, gewann das Vertrauen des Zaren und trat am 20. Dezember 1806 als Generalmajor à la suite in russische Dienste, um den Zaren in der Kriegskunst zu unterrichten. Dabei war natürlich schon nach dem Frieden von Tilsit 1807 die Möglichkeit eines weiteren russisch-französischen Kriegs ins Auge zu fassen. Am 19. September 1809 wurde Phull zum Generalleutnant und Generalquartiermeister ernannt.
Es ist umstritten, inwieweit Phull der Urheber der russischen Rückzugsstrategie 1812 war und auch, wie konsequent er diese Strategie dann auch tatsächlich anwendete. Quellenmäßig belegt ist indessen ein Brief des Zaren an Phull vom 12. Dezember 1813: „C’est Vous qui avez conçu le plan qui, avec l’aide de la providence, a eu pour suite le salut de la Russie et celui de l’Europe.“ (Sie waren es, der den Plan entwarf, welcher mit Hilfe der Vorsehung zur Rettung Russlands und Europas wurde.) Von russischen Offizieren wurde er jedoch aus verschiedenen Gründen angefeindet, so dass er im Oktober 1812 über Schweden nach England fliehen musste. (Napoleon verließ Moskau am 19. Oktober 1812.) Angeblich soll der Zar vor der Flucht seines Vertrauten diesen acht Tage lang in seinem Kabinett versteckt haben.
1813 erteilte er in Den Haag dem Prinzen von Oranien kriegswissenschaftlichen Unterricht. Im Juni 1814, nach dem Sieg bei Waterloo, wurde er zum russischen Gesandten im Haag und in Brüssel ernannt. Der Zar blieb ihm stets gewogen und war ihm gegenüber großzügig.
Nach der Gemütserkrankung seiner Frau trat Phull 1821 zurück und ging, noch immer in der Gunst des Zaren, zurück nach Stuttgart, wo er 1826 starb. Seine Witwe hatte sich erholt und erwarb 1827 das pommersche Rittergut Schwerin, auf dem sie aufgewachsen war und wo sie nun bis zu ihrem Tode 1840 als Gutsherrin lebte. Unter anderem legte sie auf ihrem Besitz 1838 das Vorwerk Elmershagen an.
Carl Ludwig August von Phull wurde auf dem Stuttgarter Hoppenlaufriedhof beerdigt. Sein Grabdenkmal hat die Gestalt einer Tumba mit einer großen Grabplatte, die russisch und deutsch beschriftet ist. Der deutsche Text lautet: „Nicht uns, dem Universum gehören wir an! Hier ist begraben Carl Ludwig August Freiherr von Phull, kaiserlich russischer Generallieutenant, Grosskreuz des russischen Orden  des heiligen Alexander Newsky, des heiligen Wladimir erster Classe, der heiligen Anna erster Classe, Grosskreuz des niederlaendischen grossen Loewenordens, Ritter des preussischen Ordens Pour le Mérite, geb. den 6. November 1757. Gest. den 25. April 1826.“

### Familie
Phull war dreimal verheiratet:
- I. in Potsdam am 2. Mai 1790 Henriette Luise Charlotte von Beguelin (* 25. Dezember 1763; † 1810), Tochter des Nikolaus von Béguelin. Die Ehe wurde 1800 geschieden.
- II. am 18. September 1801 in Warschau mit Charlotte Poths (1766–1808). Die Ehe wurde 1803 geschieden.
- III. in Berlin am 4. Oktober 1810 mit Sabine Friederike Henriette von Wedel (nach 1773; † 19. Februar 1840 in Schwerin).[4]

Seine dritte Frau, beschrieben als „umsichtige und geistreiche Gemahlin“, mit der er 1814 in Brüssel ein „glänzendes Haus“ führte, wurde später gemütskrank und gab damit den Anlass zu seinem Rücktritt.
Seine Kinder sind:
- aus erster Ehe: Marie Luise Emilie Henriette (* 14. August 1792 in Berlin; † 1864)
- aus zweiter Ehe: Eugen (1801–1857) ⚭ Emilie von Boths (Cousine)

Die Nachkommenschaft des Karl Ludwig von Phull blühte in Polen auf. In der Familiengenealogie wird daher auch von dem „Polnischen Zweig“ gesprochen.

## Nachwirkung

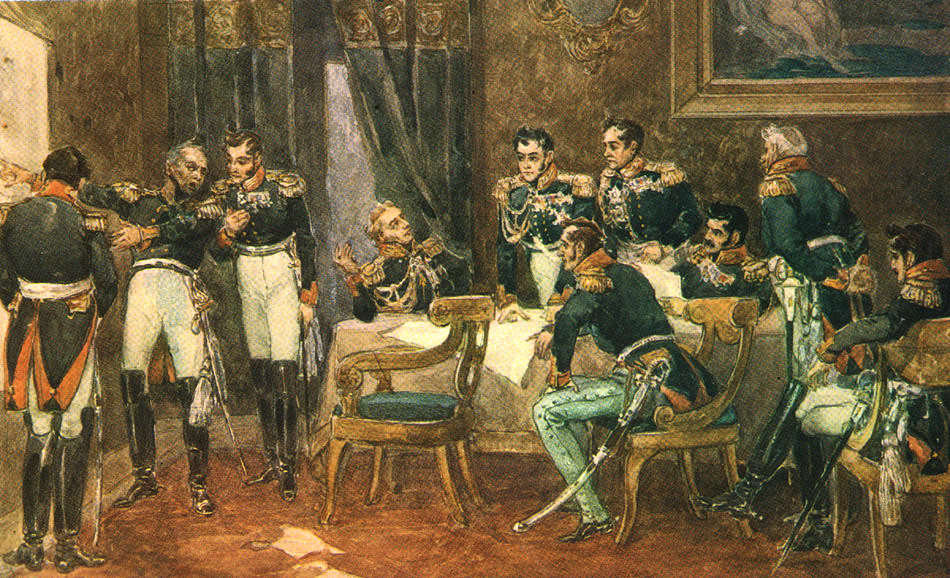
Militärrat des Zaren Alexander I. in Drissa (abgehalten am 1. Juli 1812). Gemälde von Aleksandrs Apsītis (1912)

Der Streit um seine Bedeutung für die russische Rückzugsstrategie 1812 spiegelt sich ausführlich in Leo Tolstois Roman Krieg und Frieden (1868).
Der Anspruch, dem Zaren die Rückzugsstrategie empfohlen zu haben, nehmen mehrere Militärs für sich in Anspruch, u. a. Bernadotte. Dieser Streit wird dadurch relativiert, dass seit der erfolgreichen Guerilla-Taktik der Aufständischen im spanischen Befreiungskrieg ab 1808 jedem interessierten Offizier Europas durch Militärzeitungen diese defensive Strategie bekannt war.
Clausewitz zufolge, der den Anfang des Russlandfeldzugs in der Umgebung Phulls verbrachte, soll dieser lediglich den Rückzug bis Drissa eingeleitet haben, wo Phull Napoleon eine Schlacht liefern wollte. Sein Plan hätte so ungewollt zum russischen Rückzug bis Moskau beigetragen, da Generäle wie Barclay de Tolly auf eine Schlacht bereits an der Grenze gedrängt hatten. Phull die gesamte Rückzugsstrategie zuzuschreiben lehnt aber Clausewitz ausdrücklich ab. Vielmehr sei es eine Kette von Zufällen und augenblicklichen Entscheidungen gewesen, bei denen Phulls Rückzug nach Drissa wohl aber der wichtigste war.
Caulaincourt, der französische Gesandte am Zarenhof, berichtet jedoch, dass Alexander schon vor dem Juni 1811, also ein Jahr vor Beginn des Feldzugs, eine Rückzugsstrategie erwog: „„Wenn das Waffenglück gegen mich sein sollte“ hatte Alexander gesagt, „zöge ich mich lieber bis nach Kamtschatka zurück, als dass ich Provinzen abträte und in meiner Hauptstadt einen Vertrag abschlösse, der nur ein Waffenstillstand wäre. Der Franzose ist tapfer; aber lange Entbehrungen und ein hartes Klima entmutigen ihn. Unser Klima, unser Winter werden für uns kämpfen. Wunder geschehen bei Euch nur dort, wo der Kaiser steht. Er kann nicht überall sein, er kann nicht jahrelang von Paris fernbleiben!“ Alexander hatte gesagt, er sei sich des Talents Napoleons, Schlachten zu gewinnen nur zu bewusst und werde es daher vermeiden, dort gegen die Franzosen zu kämpfen, wo sie unter seinem Kommando stünden. Mit Bezug auf die guerilla in Spanien äußerte er, die ganze russische Nation werde einer Invasion Widerstand leisten.“